# Euphorbia grammata
Euphorbia grammata là một loài thực vật có hoa trong họ Đại kích. Loài này được (McVaugh) Oudejans mô tả khoa học đầu tiên năm 1993.